# Neptunusmos
Neptunusmos (Lepidozia reptans) is een levermos uit de familie Lepidoziaceae.

## Determinatie
Neptunusmos vormt platte, dicht tegen het substraat groeiende matten met een lichtgroene tot vuilgeelgroene aanblik. De kruipende takken zijn eenvoudig geveerd en slechts 1–2 cm lang en ongeveer 1 mm breed. De dicht op elkaar staande flankbladeren zijn ongeveer 1,5–2 keer zo lang als de stengel en zijn uitgespreid halfvierkant van vorm. Ze zijn op een derde of de helft verdeeld in 3–4 lancetvormige lobben.
De cellen in het bladcentrum van de flankbladeren hebben een diameter van ongeveer 27 µm. In de lobben bereiken ze slechts een diameter van ongeveer 24 µm. De cellen zijn meestal dun tot taaiwandig. Ze zijn zwak verdikt op de hoeken. De buitenste cellen hebben een gladde cuticula. De onderste bladeren hebben 4 lancetvormige lobben. Hun cellen kunnen 10–15 olielichamen hebben. De vrouwelijke schutbladen zijn veel groter dan de flankbladeren en hebben bovenaan 2–5 korte tanden.

## Ecologie
Het is een Pleistoceen algemeen levermos in oudere en vooral luchtvochtige bossen. Dat kunnen zowel naald- als loofbossen zijn en de soort groeit dan vaak op steilkanten maar bijv. ook langs oude beukenlanen. Regelmatig groeit de soort ook op dood hout en op boomvoeten.

### Syntaxonomie
In de syntaxonomie staat neptunusmos te boek als kensoort voor de viertandmos-associatie.

## Verspreiding
Neptunusmos heeft een kosmopolitische verspreiding. In Nederland is de soort vrij algemeen. Vooral in het oosten van het land komt het vaker voor dan in het westen van het land.  Het is niet bedreigd en staat niet op de rode lijst.

## Fotogalerij

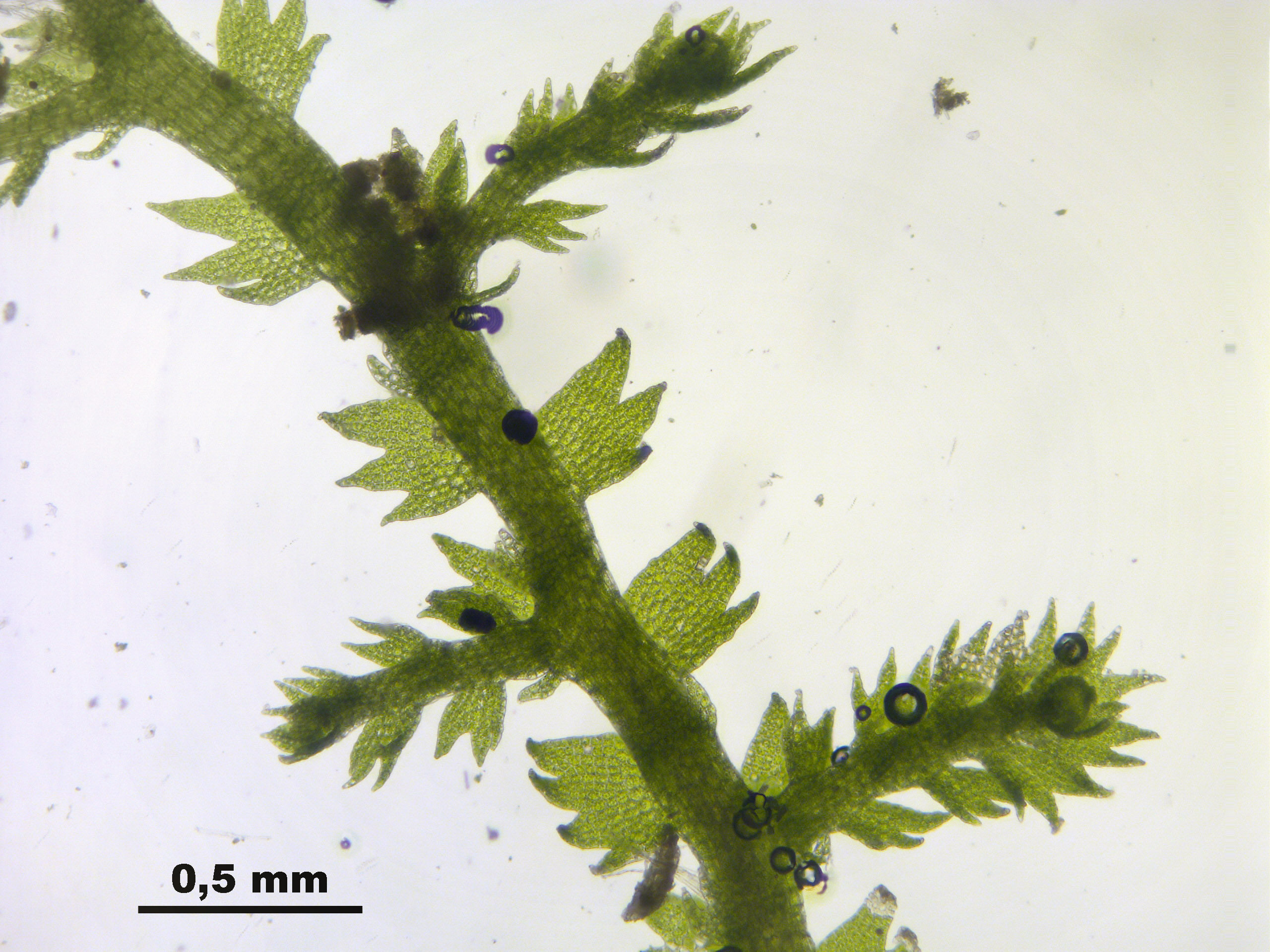
Blad
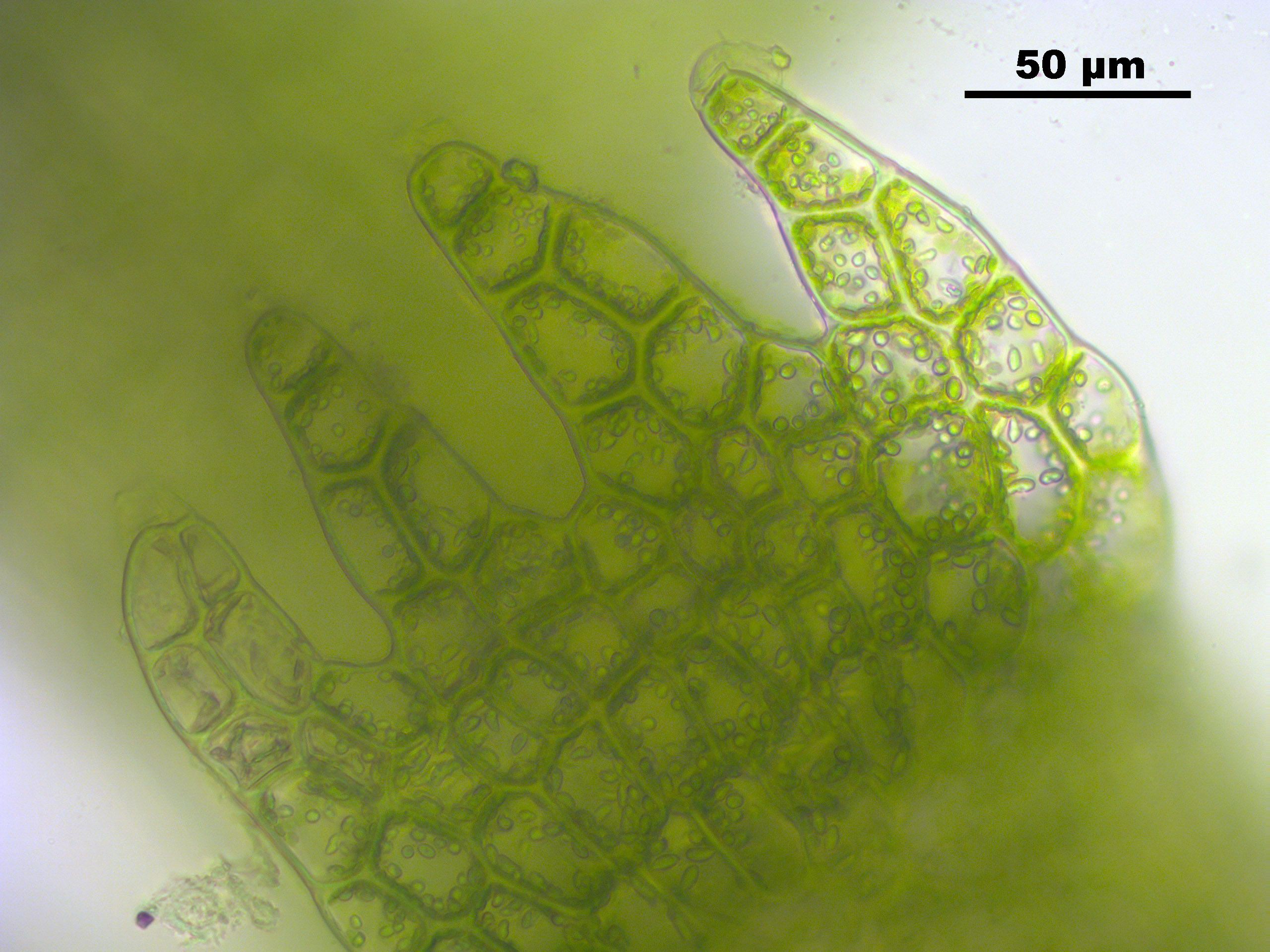
Bladcellen van onderbladeren
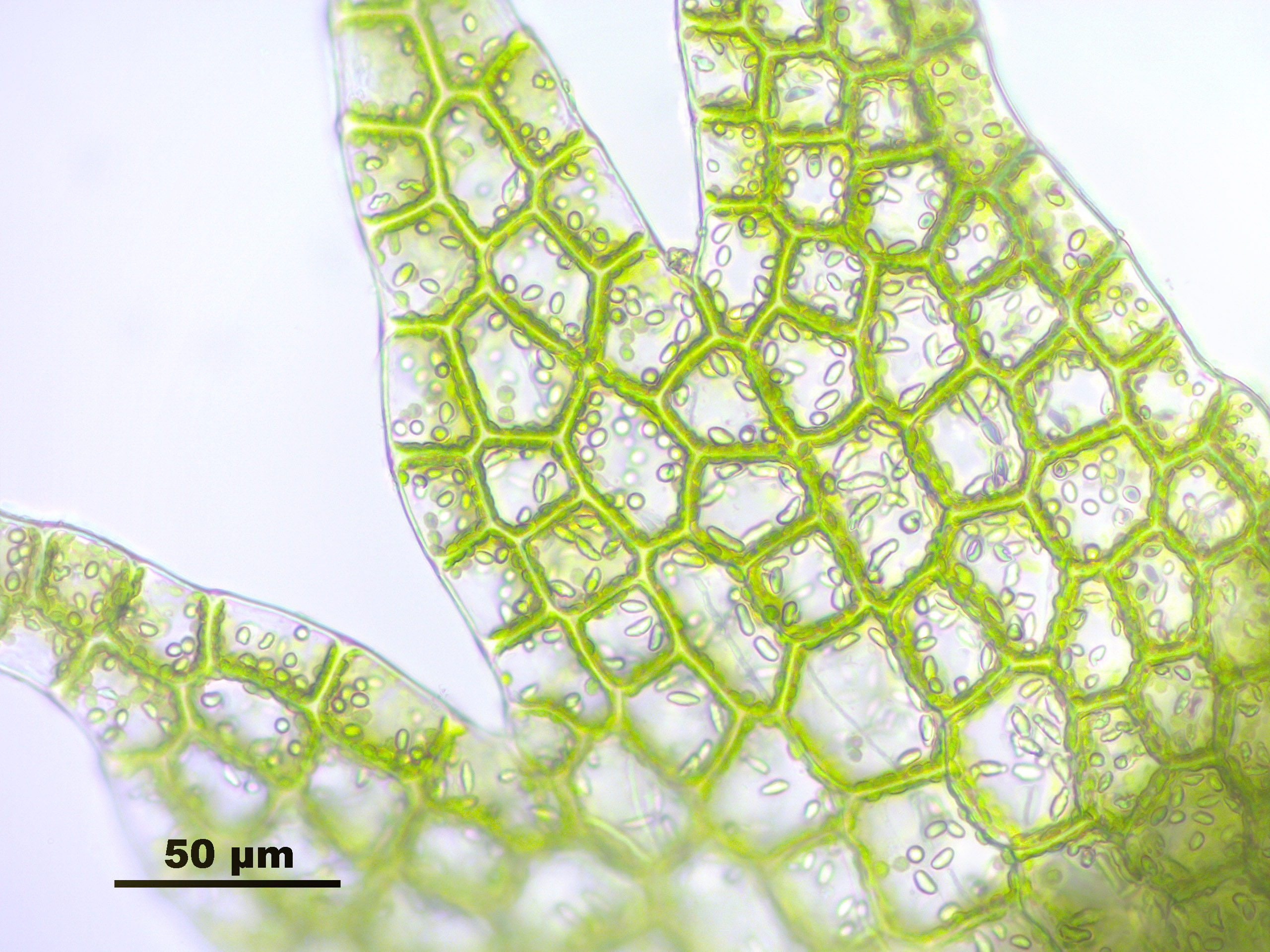
Bladcellen van flankbladeren